# Leighton Buzzard
Leighton Buzzard – miasto w Wielkiej Brytanii, w Anglii, w hrabstwie Bedfordshire, położone pomiędzy Luton a Milton Keynes. Graniczy z miastem Linslade i często oba miasta traktowane są jako konurbacja. Razem tworzą gminę Leighton-Linslade.

## Historia
Jest kilka koncepcji pochodzenia nazwy, przeważa domniemanie, że wzięła się ona ze staroangielskiego określenia przesieki w lesie. na terenie miasta istniało osadnictwo rzymskie - ulica Watling Street, obecnie droga A5 została pierwotnie wybudowana przez Rzymian. Pierwsze zapisy odnoście osadnictwa w tym miejscu pochodzą z roku 906, w Domesday Book wspomina się o rezydencji "Leighton Manor". Przez kilkaset lat posiadłość należała do rodziny Leigh; w roku 1200 wybudowano tu kościół a 51 lat później organizowano tu cotygodniowy targ. W roku 1645 miasto strawił pożar i mieszkańcy wystosowali petycję do króla o środki finansowe na odbudowę domów. Rozwój miasta nastąpił w drugiej połowie XIX wieku, po oddaniu do użytku linii kolejowej.
W okolicy funkcjonuje turystyczna kolej wąskotorowa Leighton Buzzard Light Railway.